# Ben 10.000

Ben 10.000 es un personaje Ficticio de la serie Ben 10 de Cartoon Network. Es la forma futura de Ben Tennyson, y su voz original es la de Fred Tataiscore.

## Paso a Superhéroe
Es el mismo Ben Tennyson veinte años en el futuro. Ben se ha convertido en un superhéroe a tiempo completo. Le incomoda el no poder encubrir su identidad, ya que en todas partes lo reconocen como Ben 10.000. Ahora tiene 10.000 formas extraterrestres, de ahí el nombre, y ha abierto de nuevo la función del Omnitrix, permitiéndole cambiar de forma a voluntad. Ben 10.000 ha madurado y ahora tiene un carácter serio; aunque se lleva mejor con Gwen, considera la ayuda de otros como un estorbo, le importa muy poco la familia o divertirse, y deja de usar nombres en sus aliens porque dice que no son mascotas, aunque su interacción consigo mismo en el episodio Ben 10.000 parece haber cambiado esto, principalmente con respecto a la familia y al hecho que vuelve a usar nombres para sus héroes. Aunque no se confirma, se podría deducir que la actitud de Ben 10.000 empezó después de olvidar el pastel de cumpleaños de su abuelo. En el episodio "Ken 10" se ve que el gran héroe todavía es maduro y se vuelve a divertir con su trabajo de héroe, además de querer que su hijo entre al negocio de los héroes (a su debido tiempo).

## Cambio de actitud
En su primera aparición se muestra como un verdadero super héroe pero ha olvidado cosas que hacía cuando tenía 10, y es demasiado maduro para acordarse de celebrar cumpleaños como el de su abuelo, por lo que Gwen Tennyson debió recurrir al Ben de 10 años para reparar esta situación: Al parecer también ha derrotado varias veces a sus antiguos enemigos solo con sus aliens y olvidando completamante lo que Ben Tennyson puede hacer. Al final, esta actitud es reparada cuando el Ben de 10 años no se rinde al pelear junto a él.

## Explicación de suOmnitrix
En la serie Ben 10 se le ve con un Omnitrix distinto al primero esto no se explicó nunca y la única explicación razonable se da en Ben 10: Alien Force cuando al Ben de 15 años se le cambia la forma del Omnitrix.

## Alienígenas
Ben ahora tiene 10000 aliens, además sus primeros aliens son mejorados. Estos son los que ha mostrado en los dos capítulos en que aparece.
Fuego: Se ve un poco más alto y le crecieron una especie de cráteres en los hombros.
Cuatrobrazos: Tiene colmillos más grandes, púas más grandes en los codos y hombros y en vez de llevar una camisa, lleva un chaleco, y el símbolo del Omnitrix lo tiene en el pecho.
XLR8: Las partes azules se cambian por blancas y es más alto y rápido. También lleva un tipo de escáner en su casco.
Diamante: En vez de llevar camisa, lleva chaleco.
Benmomia: Es más alto y las vendas de sus brazos brillan de verde.
Cannonbolt: Sus pies ahora son negros y en las garras de sus manos tiene un diafragma no tan notorio.
Muy Grande: Él es el único alien que no cambian en el futuro. Ben lo uso para derrotar a Kevin 11000.
Spitter: Es un Spheroide del planeta lluvioso de Scalspac. Puede lanzar un chorro de baba por la boca.
Buzzchock: Alienígena usado por Ken aunque se sabe que Ben lo tiene. Proviene del Noseden Quassar. Controla la electricidad.
Articguana: Es un Polar Manzardill de las capas de hielo del planeta X`nelli. Puede congelar con su aliento. Ben lo uso para derrotar a Vilgax.
Insectoide: Es más grande, fuerte y puede volar más rápido.
Bestia: Ahora parece un verdadero Vulpimancer como los que aparecen en el capítulo Verdad, es más grande y tiene apariencia más de un felino que de un canino.
- Datos: Q5725416